# Joë Bridge
Pour les articles homonymes, voir Bridge (homonymie).
Jean-Louis-Charles-Joseph Barrez dit Joë Bridge, né à New York le 14 mars 1886 et mort à Paris 14e le 10 avril 1967, est un parolier, dessinateur humoristique et sportif français, célèbre pour ses affiches et compositions.

## Biographie
Licencié en droit et diplômé ès lettres, il devient pharmacien mais rapidement commence en 1904 une carrière comme acteur de music-halls à Paris. Il se fait aussi connaître par ses affiches et par ses dessins de presse humoristiques.
En 1911, Il crée pour le journal Comoedia où il travaille comme journaliste, Gédéon Gueule d'Empeigne. Secrétaire-général du Ba-Ta-Clan, il utilise son personnage  pour illustrer les affiches des spectacles et signer  ses articles.
En 1920, en réaction au modernisme, il fonde la République de Montmartre, réunion d'artistes satiriques et de dessinateurs dont Adolphe Léon Willette est promu Président et dont Lucien Boyer écrit l'hymne institutionnel.
Au 224, rue de Rivoli, Joë Bridge crée en 1922 son propre atelier de publicité. Il va travailler pour de nombreuses marques, telles, entre autres, les chocolats Félix Potin et les cigarettes Gauloises.
Il participa aux compétitions artistiques des Jeux olympiques d'été de 1928.
À la fin des années 1920 il monte La troupe de comédie musicale du bon petit diable, entièrement composée d'enfants, qui contribua à faire connaitre Irène de Trébert et Colette Borelli. Maurice Chevalier qui connaissait bien Joë Bridge y a aussi chanté. Hors tournées, la troupe se produisait tous les jeudi et dimanche en matinée à la salle Iéna
Il devient en 1947 le Président du syndicat autonome des dessinateurs journalistes.
On lui doit aussi les paroles de nombreuses chansons ainsi que les dessins de nombreuses partitions.
Il est inhumé le 13 avril 1967 au cimetière de Montmartre 26e division.